# Рукайя бинт Мухаммад
Рука́йя бинт Муха́ммад (араб. رقية بنت محمد‎; ок. 605, Мекка, совр. Саудовская Аравия — 624, Медина, совр. Саудовская Аравия) — одна из дочерей пророка Мухаммада и Хадиджи.

## Биография
Рукайя родилась, когда Мухаммаду было около 33 лет. Ещё до начала пророческой миссии отца она была обручена с сыном Абу Лахаба, Утбой. После начала проповедей Мухаммада Абу Лахаб настоял на расторжении брачного договора сына, после чего Мухаммад выдал свою дочь замуж за Усмана ибн Аффана.
Вместе с Усманом Рукайя эмигрировала в Эфиопию. Там она родила сына Абдуллаха, который, согласно преданию, умер в возрасте 5 лет. Вернувшись из Эфиопии в Мекку, она совершила переселение в Медину.
Накануне битвы при Бадре Рукайя тяжело заболела и пророк разрешил Усману остаться с больной женой. Она умерла после того, как до Медины дошло известие о победе мусульман. Её похоронили на кладбище аль-Баки возле мечети Пророка. После смерти Рукайи пророк Мухаммад выдал за Усмана свою вторую дочь, Умм Кульсум.